# Peter De Smet (operazanger)
Peter De Smet (Geraardsbergen, 1958) is een Belgische stemcoach, operazanger, docent stemvorming en regisseur. Hij studeerde aan het Conservatorium van Antwerpen en volgde aan de UIA theaterwetenschappen.

## Stem
De Smet debuteerde als operazanger (1980) in Bayreuth, daarnaast zong hij ook oratoria, operettes en opera's zoals in Le Nozze di Figaro, Don Pasquale en Die Zauberflöte. Hij trad ook op in de musicals Les Misérables, The Phantom of the Opera en in Cyrano de musical. In 2008-2009 was hij sinds lang weer in de Nederlandse en Antwerpse schouwburgen te zien als Max von Mayerling in de musical Sunset Boulevard aan de zijde van Simone Kleinsma, Pia Douwes en Maike Boerdam.
Bij het grote publiek is hij meer bekend als stemcoach in televisieprogramma's zoals Idool, X-Factor en Op zoek naar Maria. Hij is ook zangcoach van onder meer Koen Wauters, Jan Leyers, Dana Winner, Bart Peeters en Axelle Red. Daarnaast is hij ook docent stemvorming en/of zang in conservatoria en bij toneelgroepen.
De Smet werkte ook mee aan Nabucco in Keulen en Regarde maman, je danse in Parijs.